# راندي زوكربيرغ
راندي جاين زوكربيرغ (بالإنجليزية: Randi Zuckerberg)‏ (ولدت في 28 فبراير 1982) هي رائدة أمريكية في أعمال إنترنت والمديرة التسويقية السابقة للفيسبوك، وأخت مارك زوكربيرغ المؤسس المشارك للفيسبوك والمدير التنفيذي له. راندي حاليا هي المديرة التنفيذية ل«زوكربيرغ للإعلام» بعد أن أسستها.

## نشأتها
ولدت راندي زوكربيرغ في 28 فبراير 1982 في بالو ألتو، كاليفورنيا بالولايات المتحدة الأمريكية لأسرة يهودية. راندي لديها شقيقتين صغيرتين وشقيق واحد وهو «مارك»، وهي الأكبر سناً. عندما كانت صغيرة رغب والديها تعليمها العزف على البيانو، فألحقوها بدروس لتتعلم العزف، ولكنها كانت تتوق إلى الغناء. إلتحقت بجامعة هارفارد في عام 1999، ودرست علم النفس بعد أن تم رفضها من قبل القسم الموسيقي بالجامعة، وذلك كان بسبب افتقارها لبعض مهارات البيانو. إتجهت للغناء، وكان اسمها على خشبة المسرح «راندي جاين».

## دورها في شركة فيسبوك
راندي هي من أوائل الناس التي تم تعينها في شركة «فيسبوك» بحكم أنها شقيقة مارك مؤسس الموقع. كانت مديرة التسويق للفيسبوك حتى قدمت استقالتها من منصبها في أغسطس 2011. عام 2008 قدمت راندي فكرة (Facebook Live) «فيسبوك لايف»  وتم الموافقة على الفكرة وأصبح للفيسبوك قناة فيديو تبث بث مباشر للأحداث والأخبار التي يشارك في انتاجها الموقع.
راندي تعارض فكرة أن يكتب الشخص بياناته الصحيحة والحقيقية عند إنشاء حساب على موقع الفيسبوك، وقالت أن هذا يعرض الأطفال والمراهقين إلى خطر التنمر الإلكتروني "Cyberbullying" مما قد يترتب عليه استغلال للأطفال أو مطاردة للمراهقين.
نظمت راندي زوكربيرغ عام 2008 مناقشات الحزب الديمقراطي ومناقشات الحزب الجمهوري التي تحدد المرشحين للانتخابات الرئاسية الأمريكية عن طريق «فيسبوك لايف» بالتعاون مع قناة إيه بي سي نيوز.

## حياتها الشخصية
راندي متزوجة من برنت توريتزكي منذ عام 2008، وفي 2011 انجبت ولدا اسمته «آشير».

## روابط خارجية
- راندي زوكربيرغ على موقع IMDb (الإنجليزية)
- راندي زوكربيرغ على موقع قاعدة بيانات برودواي على الإنترنت (الإنجليزية)
- راندي زوكربيرغ على موقع قاعدة بيانات الفيلم (الإنجليزية)